# Faustino Asprilla
Faustino Hernán ("Tino") Asprilla Hinestroza (Tulúa, 10 november 1969) is een Colombiaans voormalig voetballer. Zijn neven Carlos Asprilla en Miguel Asprilla speelden ook profvoetbal.

## Clubcarrière
Asprilla speelde tussen 1988 en 2004 als spits 330 wedstrijden waarin hij 110 doelpunten maakte. Met Atlético Nacional won hij de Copa Interamericana (1990) en werd hij Colombiaans kampioen (1991). In 2000 miste hij een strafschop in de finale van de Copa Libertadores waardoor Palmeiras de titel verloor aan Boca Juniors. Hij is in Europa vooral bekend van zijn periode bij Parma FC en Newcastle United.

## Interlandcarrière
Met Colombia nam hij deel aan de Olympische Zomerspelen in 1992, de Copa América (1993, 1995, 1997) en aan het WK (1994, 1998). Hij speelde 57 interlands waarin hij 20 doelpunten maakte. Asprilla maakte zijn debuut aan de vooravond van de Copa América 1993: op 6 juni 1993 in het vriendschappelijke duel tegen Chili. In die wedstrijd nam hij het enige doelpunt voor zijn rekening.
Bij het WK voetbal 1998 in Frankrijk werd Asprilla op 17 juni, twee dagen na het eerste duel tegen Roemenië (0-1), uit de Colombiaanse selectie gezet door bondscoach Hernán Darío Gómez. Aanleiding voor die maatregel was forse kritiek die de spits had geuit in de pers aan het adres van de coach, omdat die hem in het openingsduel vlak voor tijd had gewisseld.